# Taki Theodoracopulos

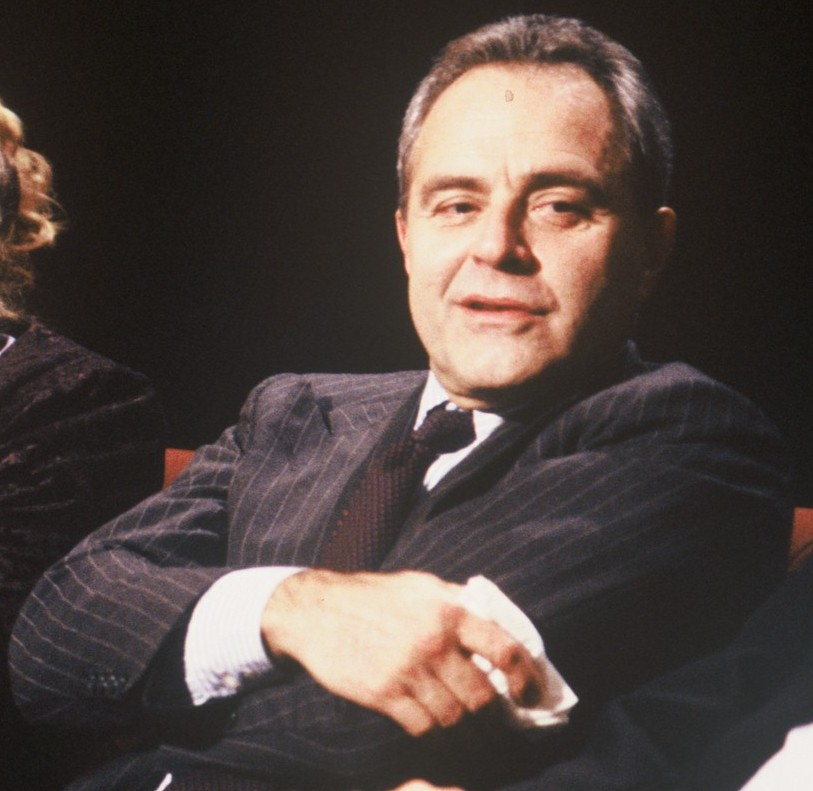
Taki Theodoracopulos, 1991

Panagiotis „Taki“ Theodoracopulos (griechisch Τάκης Θεοδωρακόπουλος; * 11. August 1936 in Griechenland) ist ein griechischer Journalist, der in New York City, London und Gstaad lebt.

## Leben
Taki Theodoracopulos stammt aus einer Reederdynastie. Von seinem Vater John hat er ein Vermögen geerbt und hat Häuser in Gstaad und der Upper East Side, Manhattan. Als Sportler war er Mitglied des griechischen Davis-Cup-Teams und Kapitän der griechischen Karate-Nationalmannschaft.
Er ist seit 1981 in zweiter Ehe mit Prinzessin Alexandra Schönburg-Hartenstein verheiratet.
1984 wurde Theodoracopulos in London wegen Besitzes von Kokain im Wert von 1800 US-Dollar verhaftet. Den anschließenden dreimonatigen Aufenthalt im Pentonville-Gefängnis bezeichnete er in seinen Memoiren als Unterbrechung eines „Lebens voller Privilegien“.
2023 wurde er wegen versuchter Vergewaltigung einer Britin zu einer bedingten Freiheitsstrafe von einem Jahr verurteilt. Zudem muss er Anwaltskosten, Gerichtskosten und eine von der Klägerin geforderte Genugtuung von 5000 Franken, insgesamt über 30.000 Franken, zahlen. Die mutmaßliche Tat fand 2009 in einem Chalet in Gstaad in der Schweiz statt, wo er lange seinen Wohnsitz hatte. Er bestreitet die Tat und kündigte Berufung an.

## Wirken als Journalist
Theodoracopulos war und ist unter anderem tätig für The Spectator, National Review, die Londoner Sunday Times und Vanity Fair. Seit 1977 schreibt er für den Spectator die Kolumne High Life.
2002 wurde er bekannt durch die Gründung des Magazins The American Conservative gemeinsam mit Pat Buchanan. Er war außerdem Stammautor der Eigentümlich frei.

### Kontroversen
Am 11. Januar 2003 veröffentlichte The Spectator einen Artikel, in welchem Theodoracopulos die Erschießung zweier schwarzer Mädchen in Birmingham thematisierte und dann schrieb: „Nur ein Idiot würde nicht vermuten, dass das, was politisch korrekte Zeitungen als ‘unzufriedene junge Menschen’ bezeichnen, schwarze Schlägertypen, Söhne schwarzer Schlägertypen und Enkel von schwarzen Schlägertypen sind [...] Westinder durften nach dem Krieg einwandern, sich wie die Fliegen vermehren, und dann übernahm der große Staatsapparat die Betreuung ihrer Multiplikationen.“ Er verlieh seiner Bewunderung für die „Ströme von Blut“-Rede von Enoch Powell Ausdruck und bezeichnete sie als sowohl „prophetisch“ als auch „wahr“. Nach einer Beschwerde leitete die Polizeibehörde eine Untersuchung ein, um zu prüfen, ob Theodoracopulos' Aussagen in der Kolumne zum Rassenhass anstiften und damit gegen den Public Order Act von 1986 verstoßen, wofür die Höchststrafe zwei Jahre Gefängnis beträgt. Die Ermittlungen wurden eingestellt.
Theodoracopulos war zuvor durch andere rassistische Äußerungen in seiner Kolumne im Spectator aufgefallen. So bezeichnete er Puerto-Ricaner als einen „Haufen Halb-Wilder... fett, untersetzt, hässlich, dunkelfarbig, dreckig“ und beschrieb Kenia als „Bongo-Bongo-Land“. Sich selbst nannte er einen „so genannten Anti-Semiten“ und schrieb über die angebliche jüdische Weltverschwörung. Conrad Black, Eigentümer des Spectator, verurteilte die Kolumne als „Lügen, die eines Goebbels würdig“ gewesen seien.